# Pseudomonas
Pseudomonas är ett släkte inom Proteobacteria.
Inom släktet återfinns bland annat:
- Arten  Pseudomonas fluorescens är en av de vanligaste självlysande bakterierna.
- Varbakterien  Pseudomonas aeruginosa (pyocyanea) som har endast en cilie.
- Pseudomonas aeruginosa (pyocyanea)   som har en tofs av cilier.

## Infektioner
Pseudomonas kan ge sårinfektioner och är en patogen som orsakar infektioner hos sjukhusvårdade patienter och patienter med ökad känslighet p g a underliggande tillstånd som cystisk fibros. Kan ge upphov till infektion i huden med rodnad och värmeökning efter bad i kontaminerade bassänger, "hot foot syndrome". [källa behövs]